# UFC 120
UFC 120: Bisping vs. Akiyama est un événement d'arts martiaux mixtes qui a été tenu par l'Ultimate Fighting Championship (UFC) le  16 octobre 2010 à l'O2 Arena à Londres. C'est la première fois qu'un UFC fan expo s'est tenu en même temps qu'un combat dans la ville. C'est la quatrième fois qu'un événement UFC s'est produit à Londres et la première fois depuis UFC 95. C'est aussi la neuvième fois qu'un événement UFC s'est déroulé  au Royaume-Uni.

## Carte officielle[3]

### Carte principale
- Middleweight :  Michael Bisping vs.  Yoshihiro Akiyama

- Welterweight :  Dan Hardy vs.  Carlos Condit

- Welterweight :  John Hathaway vs.  Mike Pyle

- Heavyweight :  Cheick Kongo vs.  Travis Browne

- Welterweight :  James Wilks vs.  Claude Patrick[4]

### Carte préliminaire
- Light Heavyweight :  Cyrille Diabaté vs.  Alexander Gustafsson

- Heavyweight :  Rob Broughton vs.  Vinicius Quieroz

- Lightweight :  Spencer Fisher vs.  Kurt Warburton

- Light Heavyweight :  James McSweeney vs.  Fabio Maldonado

- Lightweight :  Paul Sass vs.  Mark Holst